# Presidente de Mali
El Presidente de Malí es el jefe del Estado de este país africano. Desde el 29 de mayo de 2021 el presidente de facto es el coronel Assimi Goita tras obligar a dimitir a Ba N'Daou quien había asumido Jefatura del Estado de facto tras el golpe de Estado del 24 de mayo.

## Historia
Tras la Segunda Guerra Mundial, Francia, la potencia colonial, procedió a reorganizar sus colonias, así, el territorio de Malí conocido entonces como Sudán francés aceptó unirse a la Comunidad Francesa (aprobada en referéndum e incluida en la Constitución francesa de 1958). El nuevo estado era la Federación de Malí compuesta por el Sudán francés y Senegal. El 20 de junio de 1960 obtuvo la independencia, pero Senegal abandonó la federación tan sólo dos meses después. Malí se convirtió en un estado soberano en forma de república.
El primer presidente fue Modibo Keïta que asumió los poderes de jefe de Estado y de Gobierno, estableció el unipartidismo (sólo era legal la Unión Sudanesa-Movimiento Democrático Africano) y persiguió a la oposición. En 1967 suspendió la constitución y creó Comité Nacional de Defensa de la Revolución. Sin embargo el 19 de noviembre de 1968 el lugarteniente Moussa Traoré organizó un golpe de Estado y derrocó a Keïta, a quien envió a la prisión de Kidal, en el norte del país. 
Traoré ejerció la jefatura de estado de su país entre 1968 y 1991, instaurando un represivo régimen militar, que posteriormente devino en una dictadura de partido único, que duró más de dos décadas. Poco después de tomar el poder, todas las actividades políticas fueron prohibidas. Se instaura un régimen militar bajo la dirección del capitán Tiécoro Bagayolo. 
El socialismo económico del antiguo presidente Modibo Keïta es abandonado. Entre 1972 y 1973, una sequía importante afecta el país. La ayuda internacional llega pero el dinero es malversado. En 1974, hace adoptar su constitución con la que crea la Segunda República de Malí
En 1979, crea la UDPM (Unión Democrática del Pueblo Maliense), es el partido único junto con el partido de la Unión Nacional de las Mujeres de Malí y la Unión Nacional de los Jóvenes de Malí, organizaciones a las que toda mujer y joven debían adherirse
El 22 de marzo de 1991, un alzamiento popular es reprimido con dureza, sin embargo, cuatro días después, el 26 de marzo, un golpe de Estado militar hace caer a Moussa Traoré. Se instaura un comité con Amadou Toumani Touré en cabeza.
Touré asume las funciones de jefe de Estado durante la transición democrática, en sus primeras decisiones Touré ordenó arrestar al mandatario derrocado y creó un Consejo Nacional de Reconciliación, el cual suspendió la Constitución, disovió el Gobierno y proscibió el partido único, la Unión Democrática del Pueblo Maliense (UPDM). El CNR dio paso a un Comité de Transición para la Salvación del Pueblo (CTSP), una junta cívico-militar formada por veinticinco miembros (dos de ellos represantes de los tuaregs, presidida por Touré, el cual nombró el 2 de abril un Gobierno mayoritariamente civil dirigido por una personalidad respetada Soumana Sacko, el 7 de abril aprobó el multipartidismo.
El 8 de junio, sometiéndose al resultado de las elecciones presidenciales de 1992, cede el poder al presidente electo Alpha Oumar Konaré de la Alianza por la Democracia en Malí (ADEMA), rematando un proceso de normalización democrática elogiado por la comunidad internacional. La presidencia de Konaré estuvo marcada por la pacificación frente a los independentistas tuaregs del Movimientos y Frentes Unificados de Azawad y el crecimiento económico. Pero la inestabilidad política se acrecienta a partir de 1997 cuando las elecciones parlamentarias de abril son anuladas por el Constitucional por irregularidades, Konaré se impone en las elecciones presidenciales y en las elecciones parlamentarias ante el boicot de la oposición.
En las elecciones presidenciales de 2002 se impuso el antiguo presidente Touré que tomó posesión de su mandato por cinco años ante la presencia de once presidentes del África francófona como el primer presidente electo desde la independencia 42 años atrás que recibía el mandato de otro presidente electo. El 21 de marzo de 2012 un grupo de militares derrocó a Touré a través de un golpe de Estado; los militares golpistas, que justificaron su acción por el insuficiente apoyo de Touré y su gobierno a los militares en su lucha contra los guerrilleros separatistas de etnia tuareg del norte del país, cerraron las fronteras del país y formaron una junta militar de gobierno
Se estableció una Comisión Nacional para la Restauración de la Democracia y el Estado liderada por Amadou Sanogo. A raíz de las sanciones económicas y el bloqueo por parte de la Comunidad Económica de Estados del África Occidental Sanogo entregó el poder al presidente de la Asamblea Nacional, Dioncounda Traoré, que convocó elecciones presidenciales para el año 2013. El resultado de las mismas dio la presidencia del país a Ibrahim Boubacar Keïta.
El 18 de agosto de 2020, Keïta fue depuesto en un golpe de Estado, la junta militar establecieron el Comité Nacional para la Salvación del Pueblo, liderado por Assimi Goita. El 25 de septiembre, Goita designó a Ba N'Daou como nuevo Presidente de facto. El 29 de mayo Goita que durante este tiempo había asumido la presidencia del país fue declarado presidente por el Tribunal Constitucional.

## Elección
Hasta el referéndum de 1974, el presidente era elegido de forma indirecta por la Asamblea Nacional surgida de las elecciones parlamentarias, las elecciones presidenciales de 1979 fueron las primeras en las que el presidente fue elegido por sufragio directo, sistema que se mantiene hasta la actualidad. El sistema de elección viene recogido en la Constitución de 1992.
Para ser candidato a la presidencia basta con ser maliense de nacimiento y estar en posesión de sus derechos políticos y civiles (artículo 31). Las elecciones presidenciales deben realizarse entre 20 y 40 días antes de la expiración del mandato del anterior presidente (artículo 32).
El presidente será elegido por mayoría absoluta. De no obtenerse en una primera vuelta, se realizará una segunda vuelta el domingo siguiente, imponiéndose el candidato con mayor número de votos (artículo 33).

## Mandato
El presidente es elegido para un mandato de cinco años pudiendo renovar solo una vez su mandato (artículo 30). Su actividad es incompatible con cualquier otro cargo civil, militar o empleo (artículo 34). 
Según el artículo 36 en caso de incapacidad temporal del presidente, asumirá sus funciones el primer ministro. La presidencia vacante deberá ser confirmada por la Corte Constitucional previa comunicación del Presidente de la Asamblea Nacional y el primer ministro, en cuyo caso la presidencia será asumida por el presidente de la cámara legislativa. En dicho caso el presidente interino no podrá disolver la Asamblea Nacional, convocar referéndum o nombrar un nuevo gobierno.

## Poderes
El Presidente de la República es el jefe del Estado. Debe ser el guardián de la Constitución, encarna la unidad nacional y es garante de la independencia nacional y la integridad territorial (artículo 29).
Entre sus facultades esta nombrar y destituir al Primer ministro, y a los ministros, a propuesta del Primer ministro, que debe formar el Consejo de Ministros (artículo 38). Podrá disolver la Asamblea Nacional, previa consulta con el jefe del gobierno y el presidente de la Asamblea Nacional (artículo 42). 
En su condición de comandante en jefe de las Fuerzas Armadas presidirá el Alto Consejo y Comité de Defensa Nacional (artículo 43). Además le corresponde ser Presidente del Alto Consejo de la Judicatura, que le ortoga el poder de perdón y proponer leyes de amnistía (artículo 44).
Finalmente corresponde al presidente como la más alta institución del estado recibir la acreditación de los embajadores extranjeros en Malí (artículo 48).

## Lista de presidentes (1960-)
| Espectro político                                |
| ------------------------------------------------ |
| US-RDA UPDM Militar ADEMA-PASJ Asamblea por Malí |

- muerto en el cargo (†)
- desposeído por un golpe de Estado (♠)

| Presidente de la República | Presidente de la República | Presidente de la República                    | Elecciones | Inicio                   | Fin                         | Partido                                                                       |
| -------------------------- | -------------------------- | --------------------------------------------- | ---------- | ------------------------ | --------------------------- | ----------------------------------------------------------------------------- |
| 1.                         |                            | Modibo Keïta (1915-1977)                      | 1964       | 20 de junio de 1960      | 19 de noviembre de 1968 (♠) | US-RDA                                                                        |
| 2.                         |                            | Moussa Traoré (1936-2020)                     | 1979 1985  | 19 de noviembre de 1968  | 26 de marzo de 1991 (♠)     | UPDM                                                                          |
| 3.                         |                            | Amadou Toumani Touré (1948-2020)              | -          | 26 de marzo de 1991      | 8 de junio de 1992          | Militar                                                                       |
| 4.                         |                            | Alpha Oumar Konaré (1946-)                    | 1992 1997  | 8 de junio de 1992       | 8 de junio de 2002          | ADEMA-PASJ                                                                    |
| 5.                         |                            | Amadou Toumani Touré (1948-2020)              | 2002 2007  | 8 de junio de 2002       | 22 de marzo de 2012 (♠)     | Independiente                                                                 |
| —                          |                            | Amadou Sanogo (1972-)                         | -          | 22 de marzo de 2012      | 12 de abril de 2012         | Militar / Comisión Nacional para la Restauración de la Democracia y el Estado |
| —                          |                            | Dioncounda Traoré (1942-) Presidente interino | -          | 12 de abril de 2012      | 4 de septiembre de 2013     | ADEMA-PASJ                                                                    |
| 6.                         |                            | Ibrahim Boubacar Keïta (1945-2022)            | 2013 2018  | 4 de septiembre de 2013  | 19 de agosto de 2020 (♠)    | Asamblea por Malí                                                             |
| 7.                         |                            | Assimi Goita (1983-)                          | —          | 18 de agosto de 2020     | 25 de septiembre de 2020    | Militar / Comité Nacional para la Salvación del Pueblo                        |
| —                          |                            | Bah N'Daw (1950-)                             | —          | 25 de septiembre de 2020 | 25 de mayo de 2021 (♠)      | Independiente                                                                 |
| —                          |                            | Assimi Goita (1983-)                          |            | 26 de mayo de 2021       | En el cargo                 | Militar / Comité Nacional para la Salvación del Pueblo                        |